# Mouchard électronique
Pour les articles homonymes, voir mouchard et Bug.
Un mouchard ou guichard (en anglais, « covert listening device », « bug » ou « wire ») est un petit système électronique placé à l’insu d’une personne pour la localiser ou l’écouter (dans le cas d’un microphone). C'est un dispositif utilisé dans la surveillance et dans l'espionnage. Il peut utiliser plusieurs technologies dont les ondes radio ou plus récemment la technologie Bluetooth. 